# الیانا روباشکین
الیانا روباشکین (به انگلیسی: Eliana Rubashkyn) (زاده ۲۵ ژوئن ۱۹۸۸) داروساز، شیمی‌دان، مدافع حقوق بشر نیوزیلندی است.
او یک زن ترنس است.